# Clube Atlético Lages
O Clube Atlético Lages, ou simplesmente CAL, foi um clube brasileiro de futebol sediado na cidade de Lages, no estado de Santa Catarina. Suas cores eram as mesmas da bandeira do município: azul, amarelo, verde, e branco. O clube encerrou suas atividades em 2006.

## História
A trajetória do clube começou com a ideia de fazer um time de futebol que fosse uma extensão da cidade de Lages e que fosse persistente como o povo lageano. Cogitou-se chamar o time de Serrano, mas mais tarde optou-se pelo nome da cidade. Em poucos dias foram definidos uniforme, cores e a primeira diretoria. Já sob a expectativa da estreia foi encomendado o primeiro jogo de uniformes.
Vestindo camisas e calções azuis, a equipe entrou em campo na cidade de Caçador em 10 de agosto de 2002 para enfrentar o Kindermann. A partida valia pela Série B do Campeonato Catarinense de Futebol de 2002 e foi vencida pelo time lageano por 1 a 0, com gol do jogador Rodrigo Nunes - que se tornaria, assim, o autor do primeiro gol da breve história do clube.
O Lages conseguiu o acesso à primeira divisão do futebol catarinense nesse primeiro campeonato que disputou. O clube foi campeão dos troféus Raimundo Colombo e Antônio Ceron, disputados contra o Internacional de Lages, campeão do segundo turno da Seletiva 2003, campeão do primeiro turno da Série A-2 de 2004 e, por fim, campeão desta mesma Série A-2, contra o Atlético de Ibirama. Com isso, o clube conseguiu a vaga no Campeonato Brasileiro de Futebol de 2004 - Série C, depois em maio de 2006, o clube foi extinto.

## Títulos

### Estaduais
- Campeonato Catarinense - Série B: 2004.

### Outras conquistas

#### Torneios estaduais
- Taça Puskas: 2003.
- Troféu Raimundo Colombo: 2004.

## Ranking da CBF
Ranking criado pela Confederação Brasileira de Futebol que pontua todos os times do Brasil.
- Posição: 325º
- Pontuação: 1 ponto